# جان جی. بکر
جان جِی. بکِر (انگلیسی: John J. Becker) یک موسیقی‌دان، آهنگساز، رهبر ارکستر و نوازنده پیانو اهل ایالات متحده آمریکا بود.
جان جی. بکر دانش‌آموختهٔ «هنرستان موسیقی ویسکانسین» (در شهر میلواکی) و یکی از اعضای گروه موسوم به «پنج آمریکایی» بود که همگی آهنگسازانی «فوق مدرن» محسوب می‌شدند.